# Perdita aplopappi
Perdita aplopappi är en biart som beskrevs av Timberlake 1960. Perdita aplopappi ingår i släktet Perdita och familjen grävbin. Inga underarter finns listade i Catalogue of Life.